# 异常生物见闻录
《异常生物见闻录》是中国网络作家远瞳自2014年7月在起点中文网连载的一部网络小说，现已完结，在2018年入评第三届橙瓜网络文学奖年度百强作品。浅海&樱虎工作室将其改编为漫画，在哔哩哔哩漫画上连载。2019年又被日本公司MAGES.和哔哩哔哩等数家中国动画制作公司和团队合作改编为原创网络动画，普通话配音版自2019年6月28日在哔哩哔哩弹幕视频网上播出，日语配音版自2020年7月8日起在BS富士播出。2025年播出了新版动画，名为《新·异常生物见闻录：序》。新版动画由bilibili出品，Sunflowers、澜映画、铅元素动画共同制作。

## 剧情
郝仁是一位大学刚毕业的单身男性，在找工作的同时将家里的空闲房屋出租，后发现租客刘莉莉和薇薇安是非人类种族。郝仁在找工作时被时空管理局的渡鸦12345选中成为一名审查官，并收到任务去寻找其他异常生物房客。

## 登场角色
郝仁
配音：三上丈；风袖（中國大陸）
作品男主角，刚从大学毕业，由于暂时没找到工作便出租家里的空余房屋当起了房东，并因此认识了其他族群的生物。
刘莉莉
配音：洲崎绫；苏婉（中國大陸）
狼族生物，比较笨拙，喜欢吃东西和睡觉，是郝仁的房客。
薇薇安
配音：夏吉優子；冯骏骅（中國大陸）
血族生物，是郝仁的房客。
渡鸦12345
配音：本多真梨子；龟娘（中國大陸）
时空管理局的长官，是郝仁的上司。
数据终端
配音：檜山修之；沈达威（中國大陸）
渡鸦12345派发给郝仁的智能工具，具有查询信息、通讯等功能。
南宫三八
配音：川田紳司；谢添天（中國大陸）
猎魔人，南宫五月的哥哥。
南宫五月
配音：諏訪奈奈香；醋醋（中國大陸）
南宫三八的妹妹。

## 动画制作与发行

### 制作
这是一部中日合作制作的动画，中国导演深蓝人和日本导演西本由紀夫共同执导了这部动画，其中深蓝人是总导演。熊兴智则担任编剧工作，北京漫漫淘科技有限公司则负责动画的制作，美术设定由童园创意股份有限公司负责，音乐制作由日本MAGES.公司完成。在中国播出的普通话配音版本由V17和音熊联萌这两个配音团体的配音员配音。

### 剧集列表
| 集數 | 中文標題                       | 日文標題        | 編劇   | 分鏡       | 演出       | 作畫監督     |
| ---- | ------------------------------ | --------------- | ------ | ---------- | ---------- | ------------ |
| 1    | 这个房客不简单，脑子有点简单？ | 異常な入居者    | 熊兴智 | 西本由纪夫 | 西本由纪夫 | 从燕、朱川   |
| 2    | 神仙招工那点事                 | 神様が雇い主    | 熊兴智 | 西本由纪夫 | 西本由纪夫 | 寇晓阳       |
| 3    | 吵架对象已到账                 | 喧嘩相手が来た  | 熊兴智 | 下司泰宏   | 下司泰宏   | 朱川         |
| 4    | 帅……不过三秒                   | 3秒を越えるな   | 熊兴智 | 柳濑雄之   | 柳濑雄之   | 许海旻、傅强 |
| 5    | 听说古堡有幽灵？               | 古城の幽霊 前編 | 熊兴智 | 西本由纪夫 | 西本由纪夫 | 寇晓阳       |
| 6    | 古堡真的有幽灵啊               | 古城の幽霊 後編 | 熊兴智 | 玉田博     | 柳濑雄之   | 朱川         |
| 7    | 前·魔王希望成為你的夥伴        | 元魔王          | 熊兴智 | 辻初树     | 辻初树     | 石山正修     |
| 8    | 目標是星辰大海                 | 征くは星の大海  | 熊兴智 | 辻初树     | 小泷礼     | 石山正修     |
| 9    | 就是那個蛋                     | その卵だよ      | 熊兴智 | 友田友晴   | 友田友晴   | 郭云祥、薛烜 |
| 10   | 沒想到真的是大狗啊             | まさか犬だとは  | 熊兴智 | 辻初树     | 小泷礼     | 郭云祥、薛烜 |
| 11   |                                |                 |        |            |            |              |
| 12   |                                |                 |        |            |            |              |
| 13   |                                |                 |        |            |            |              |

| 集数 | 標題                         |
| ---- | ---------------------------- |
| 1    | 是！血！族！                 |
| 2    | 我穷一定是大宇宙意志的错误！ |
| 3    | 第一次开机！                 |
| 4    | 全语言大师                   |
| 5    | 作息的激烈碰撞               |
| 6    | 永远的17岁                   |
| 7    |                              |
| 8    |                              |
| 9    |                              |
| 10   |                              |
| 11   |                              |
| 12   |                              |
| 13   |                              |

### 播放資訊
普通话配音版本自2019年6月28日起开始在哔哩哔哩弹幕视频网和腾讯视频上播出，每周五中午12点更新一集。

### 音乐
中文版片头曲：命运奏鸣
作词：MANA；作曲：三好启太；演唱：双笙；中文润色：纯白
中文版片尾曲：多次元漫步
作词、作曲：奥井雅美；演唱：V17声优少女；中文润色：不二平平
日文版片头曲
演唱：＋α／あるふぁきゅん。
日文版片尾曲
演唱：ピュアリーモンスター